# Julius Knoevenagel

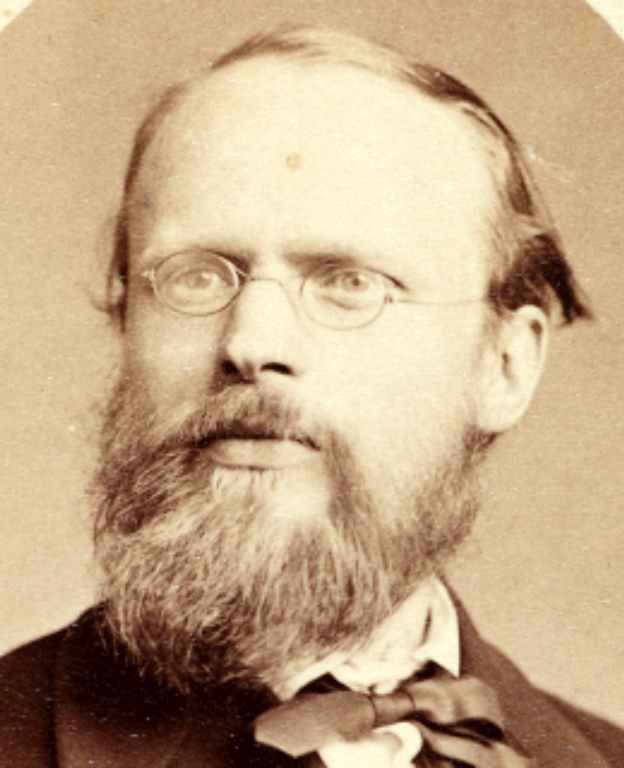
Julius Knoevenagel, um 1880

Julius Knoevenagel (auch: Julius Knövenagel; * 1832 in Linden; † 1914) war ein deutscher Chemiker, Stenograf, Unternehmer und im 19. Jahrhundert der erste in Hannover und Linden tätige Händler für fotografisches Zubehör und Präparate.

## Leben
Julius Knoevenagel war der Bruder des Maschinenbauers Albert Knoevenagel, der 1825 im damaligen Landsberg an der Warthe geboren worden war und ein Sohn eines Justizbeamten, des Patrimonialrichters Theodor Knoevenagel, eines Abkömmlings einer in Perleberg bekannten Familie, die dort mehrere Ratsmitglieder stellte. Knoevenagels Mutter war Therese, geborene Rückart.
Bis 1860 arbeitete Julius Knoevenagel, der als studierter Dr. phil. offenbar bereits ausgebildeter Chemiker geworden war, ebenso wie sein Kollege Eugen de Haën in Saarau in Schlesien, und dort in der chemischen Fabrik Silesia. Auf Anraten seines Bruders Albert, der bereits 1856 in der Falkenstraße 11 in Linden die A. Knoevenagel Maschinenfabrik, Eisengießerei u. Kesselschmiede gegründet hatte, ging Julius Knoevenagel ebenfalls in seine Heimatstadt Linden zurück, wo er ein Laboratorium für chemische Präparate gründete, unterstützt von dem mit ihm nach Linden gezogenen de Haën. Wohnsitz nahm Knoevenagel nicht in Hannover, der Residenzstadt des Königreichs Hannover, sondern in dem auf dem Weg zur Industriestadt sich entwickelnden Ort Linden. Direkt neben der Fabrik seines Bruders August, der in der Falkenstraße 11 produzierte, gründete Julius Knoevenagel auf dem Anwesen Falkenstraße 9 dann wiederum gemeinsam mit Eugen de Haën 1861 die Chemische Fabrik Dr. Eugen de Haen & Cie.
1864 veröffentlichte Knoevenagel bereits die zweite, vermehrte und verbesserte Auflage seines vergleichenden Lehrbuchs: Redezeichenkunst und deutsche Kurzschrift. Eine Parallele zwischen den Stenographien von F. X. Gabelsberger und Wilhelm Stolze.
Julius Knoevenagels Ehefrau Friederike, Tochter des Lindener Wagenfabrikanten Jacobi, gebar am 18. Juli 1865 ihren Sohn Emil Knoevenagel. Im selben Jahr hatte Julius Knoevenagel kurz zuvor den ersten Photographischen Verein zu Hannover ins Leben gerufen, wie die Zeitschrift Photographische Mitteilungen des – älteren – Photographischen Vereins zu Berlin Ende des Jahres zu berichten wusste.

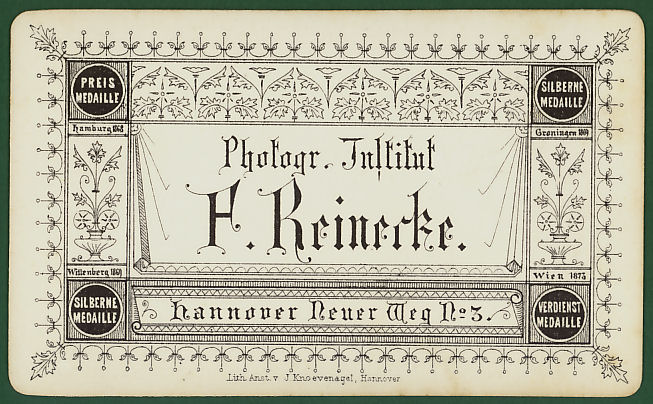
Revers für das „Photogr. Institut F. Reinecke“ aus der „Lith. Anstalt v. J. Knoevenagel, Hannover“

Im Jahr der Reichsgründung und der unmittelbar einsetzenden Gründerzeit wurde Julius Knoevenagel im Adressbuch der Stadt Hannover von 1872 als erster Inhaber einer Fabrik sowie eines Lagers für fotografische Artikel aufgeführt. In seinem Laboratorium speziell für chemische Präparate stellte er nun vor allem auch „[…] lichtempfindliche photographische Emulsionen her, mit denen – noch bis weit in die 80 Jahre hinein – Photographen ihre Aufnahmeplatten selbst beschichteten und weiterverarbeiteten.“ Rasch erweiterte Knoevenagel sein Angebot um andere Chemikalien wie etwa Fixiersalz-Mischungen, Abschwächer, Verstärker und Mittel zur Retusche, und bald entwickelte er die vollständige Produktpalette „[…] einer regelrechten Photohandlung, in der zunächst die Photographen, später auch Amateure Passepartouts und Bilderrahmen, Photoalben und Aufnahmezubehör kaufen konnten“. Zudem betrieb Knoevenagel in Hannover eine „lithographische Anstalt“ vor allem zum Bedrucken der Revers von Fotokarton-Trägern für die Porträt-Aufnahmen vor allem der hannoverschen Fotografen.

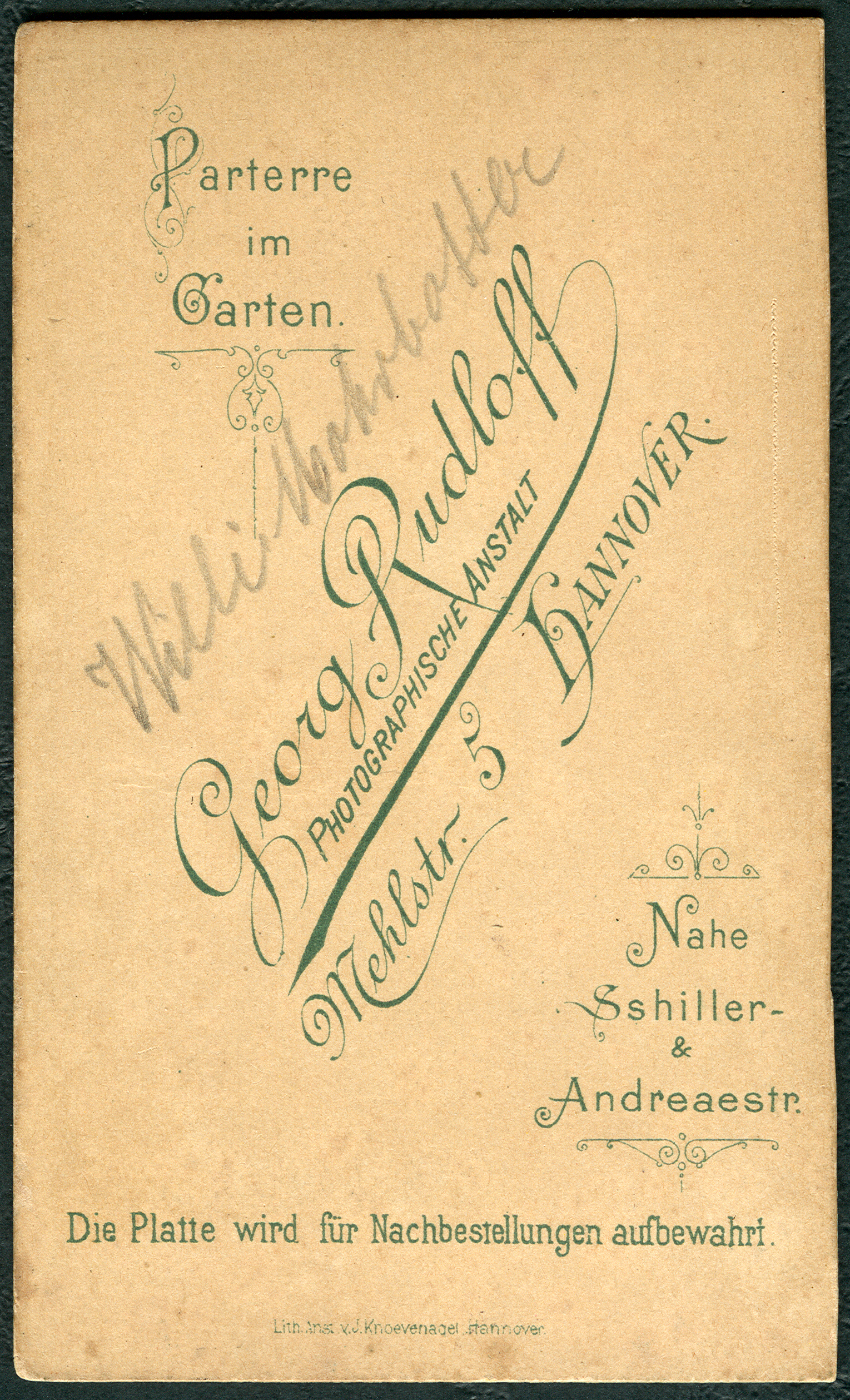
Revers von Knoevenagel für Georg Rudloff
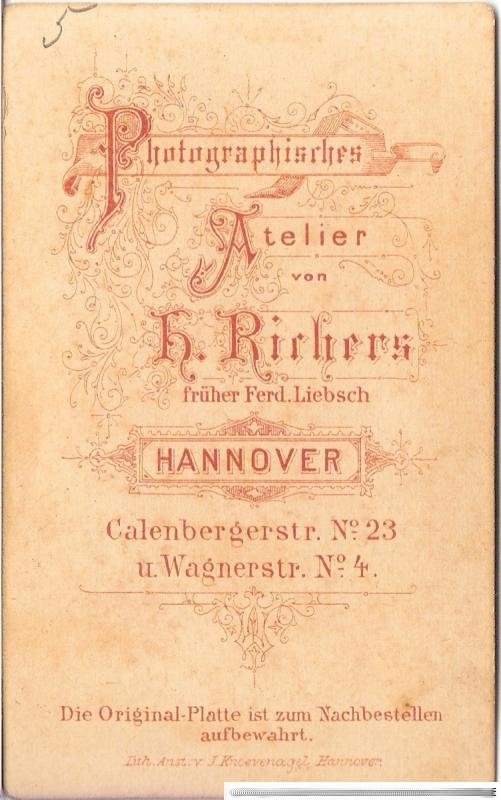
Revers für Heinrich Richers
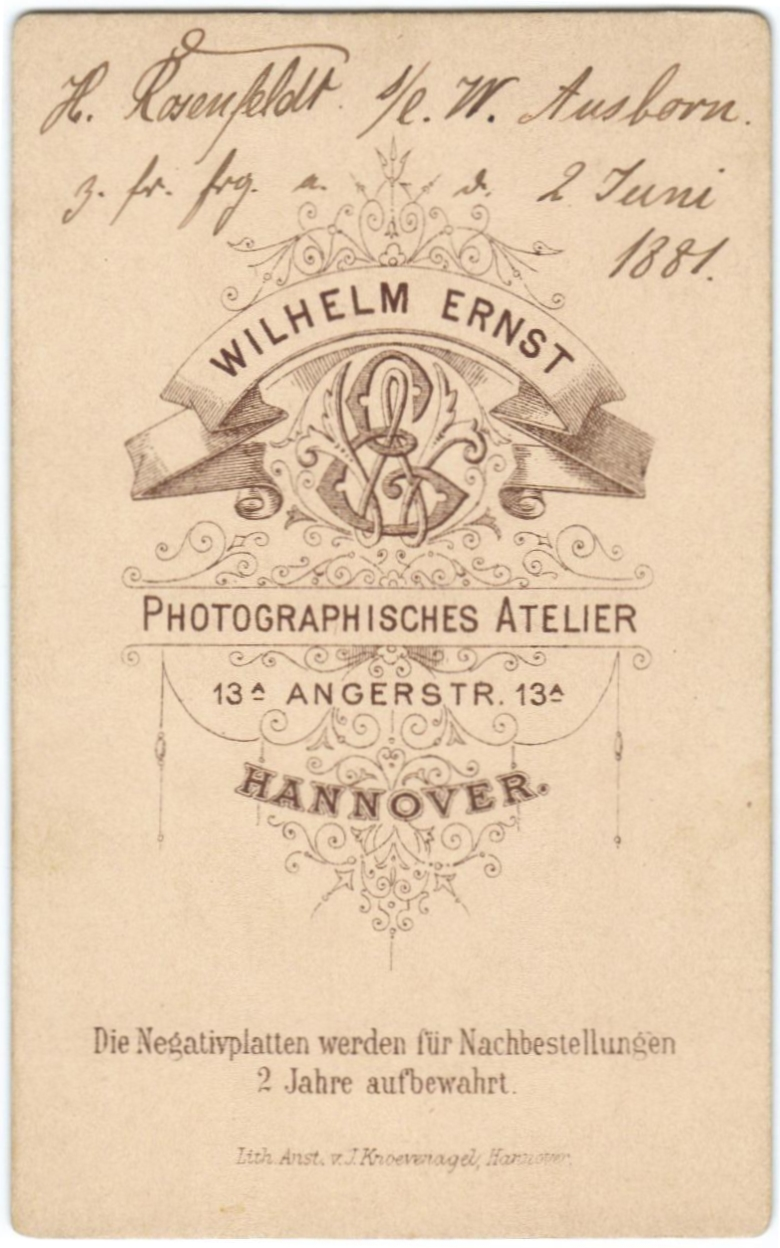
Revers für Wilhelm Ernst

In und um Hannover erhielt Knoevenagel bereits in den 1870er Jahren Konkurrenz, zunächst durch die Herren Federlein senior und Federlein junior, die ihr anfängliches Angebot von Bilderrahmen bald um photographisches Zubehör erweiterten. Allerdings war die 1883 durch Siegmund Federlein benannte Firma „Central-Manufaktur aller photographischen Artikel“ größtenteils wohl doch eher eine Verkaufsstätte von Artikeln anderer Zubehörfabriken.
„Das Erscheinen der ersten Photoamateure veranlasste weitere Unternehmer, sich dem Zubehörgeschäft zu widmen“, so dass das Adressbuch von Hannover aus dem Jahr 1900 nun schon neun derartige „Photographische Apparatefabriken und -handlungen“ benannte.

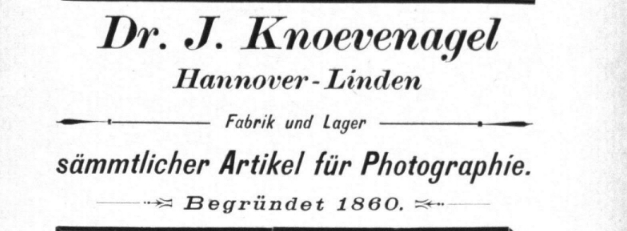
Anzeige der Firma J. Knoevenagel, „Fabrik und Lager sämmtlicher Artikel für Photographie“, in Hannover-Linden, aus dem Jahr 1889

Unterdessen gehörte am 28. Januar 1888 Julius Knoevenagel gemeinsam mit den Fotografen Ernst Alpers, Bruno Berger, Wilhelm Degèle, Hermann Möbus und Georg Rudloff zum vorbereitenden Ausschuss zur Neugründung des Photographischen Vereins zu Hannover im Hotel Hartmann. Bereits am 1. Oktober des Jahres gehörten dem Verein 45 Mitglieder an, 33 davon aus Hannover und 12 aus der näheren Umgebung. Neben Karl von Hammerstein-Gesmold (1829–1893) als Vorsitzendem übernahmen die Positionen des Bücherwarts und der Beisitzer Julius Knoevenagel sowie Wilhelm Degèle und Karl Friedrich Wunder. Das Mitglied Georg Alpers junior berichtete schon im Folgejahr im Vereinsorgan Deutsche Photographen-Zeitung von der Gründung einer Fachschule für Photographie als Abendschule, in der dann Julius Knoevenagel, Alpers junior und Rudloff beispielsweise Naturlehre unterrichtete.
Nach dem Tode Hammersteins im Jahr 1893 wurde Julius Knoevenagel zu dessen Nachfolger als Vorsitzender des Photographischen Vereins zu Hannover gewählt, ein Amt, das er bis 1897 innehatte.

## Schriften (Auswahl)
- Redezeichenkunst und deutsche Kurzschrift. Eine Parallele zwischen den Stenographien von F. X. Gabelsberger und Wilhelm Stolze. 2. Auflage. Schäfer, Hannover 1864, S. 78 (google.de).